# Muljejedec
Muljejedec je žival, ki je mulj. Muljejedec se hrani z organskim ostankom v mulju. Med muljejedce se šteje glista (Nematoda), ki živi v sladki vodi, tubificid (Naididae) in morske živali kot so globinski rak, nekateri morski ježki (Echinoidea) ter brizgači (Holothuroidea). Muljojedec se giblje počasi in rije za hrano v blato od 1 do 3 centimetra globoko.